# 2013年金砖国家峰会
2013年金砖国家峰会，是第五次金砖国家年会，出席此次会议的成员国有巴西、俄罗斯、印度、中国和南非，会议于2013年的南非德班举行。

## 背景
在2012年金砖国家峰会最后宣言中提及：“巴西、俄罗斯、印度和中国感谢南非提议举办2013年的第五次金砖国家年会。他们将致力于提供多面的支持。”。金砖国家的领导人期望讨论成立金砖国家发展银行。根据俄罗斯非洲特使米哈伊尔·马格洛夫声称，金砖国家将寻求这一项目启动资金达成协议。

## 与会领导
中国领导人习近平将首次以国家主席身份出席此次会议。
此次参加金砖国家峰会的五位领导人分别是：
| 金砖国家领导人 主办方及领导加粗 |        |                 |      |                    |
| 成员国                          | 成员国 | 领导人          | 图像 | 职位               |
| 巴西                            | 巴西   | 迪尔玛·罗塞夫   |      | 巴西总统           |
| 俄罗斯                          | 俄罗斯 | 弗拉基米尔·普京 |      | 俄罗斯总统         |
| 印度                            | 印度   | 曼莫汉·辛格     |      | 印度总理           |
| 中国                            | 中国   | 习近平          |      | 中华人民共和国主席 |
| 南非                            | 南非   | 雅各布·祖瑪     |      | 南非总统           |

嘉宾国

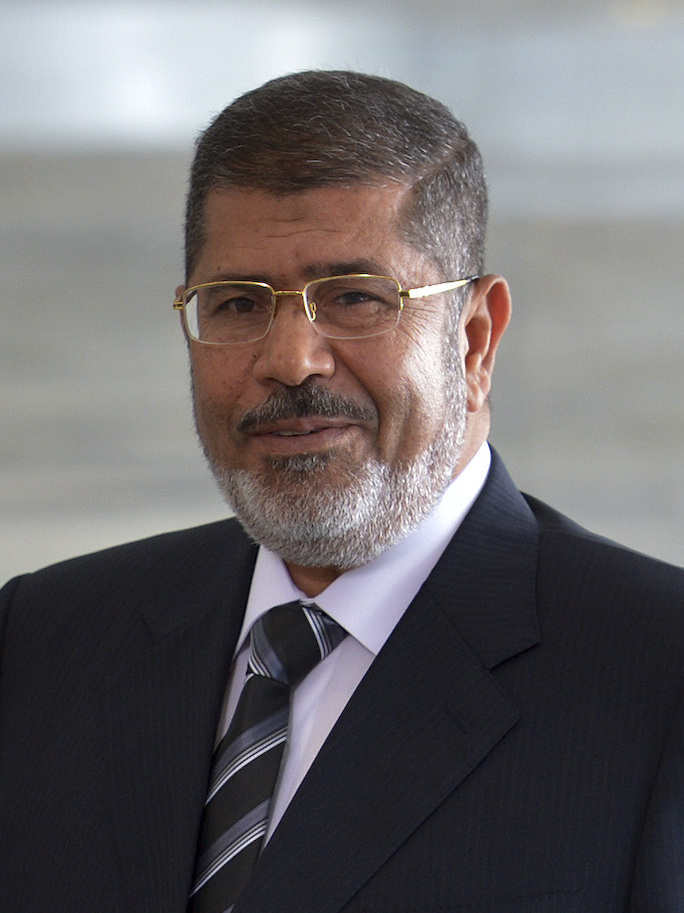
埃及 穆尔西,埃及总统
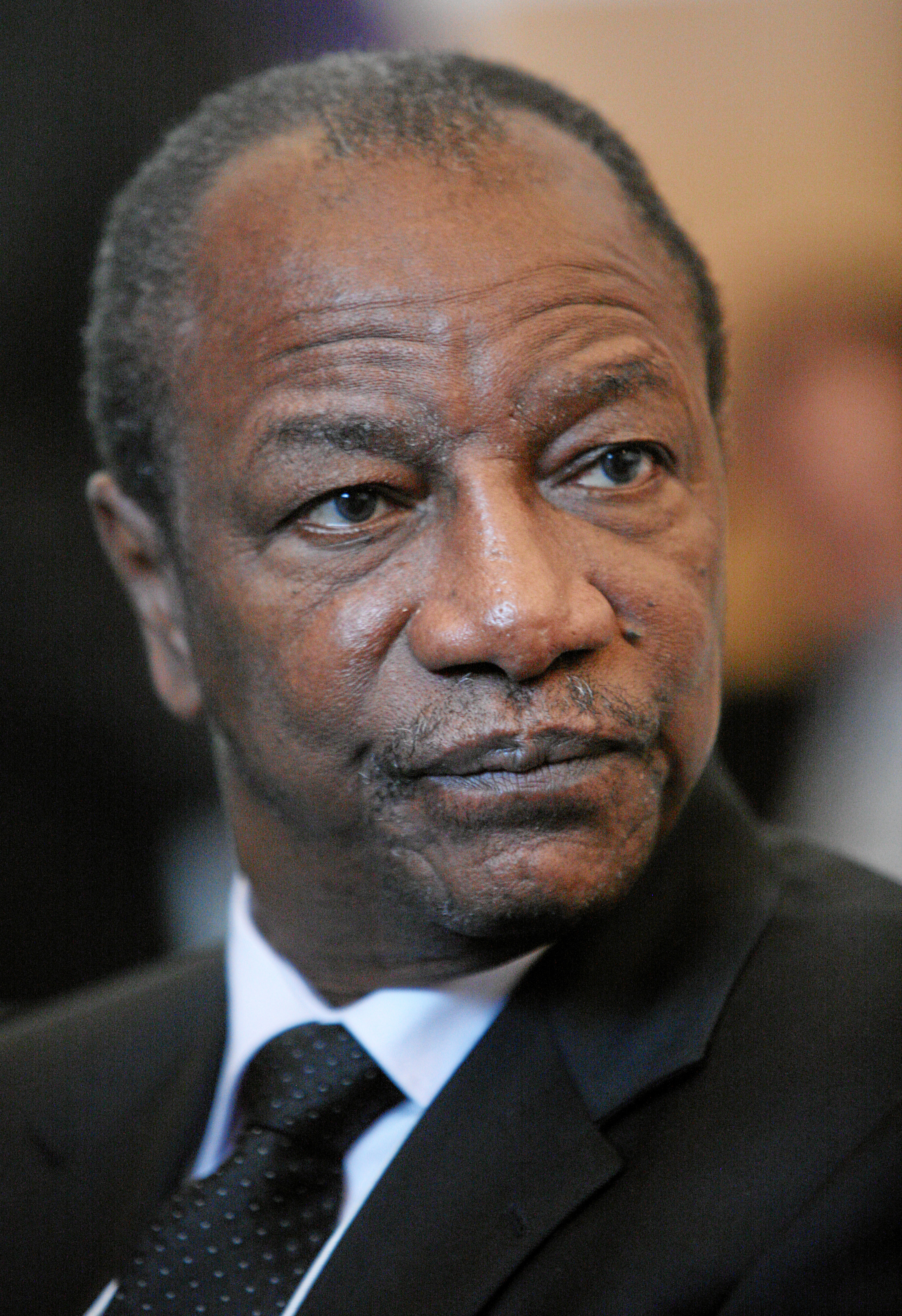
几内亚 孔戴,几内亚总统
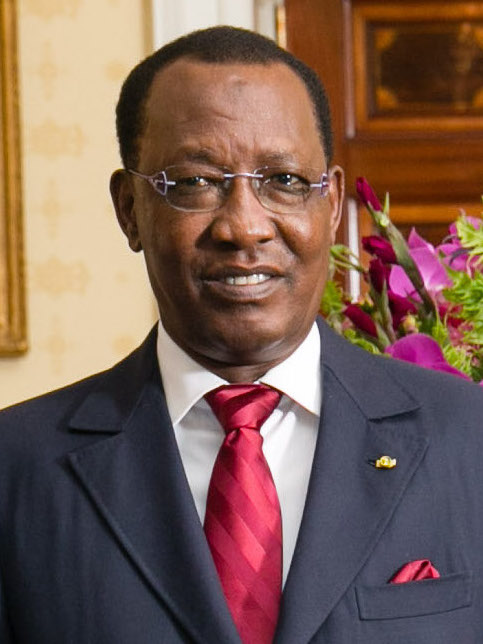
乍得 伊德里斯·代比乍得总统
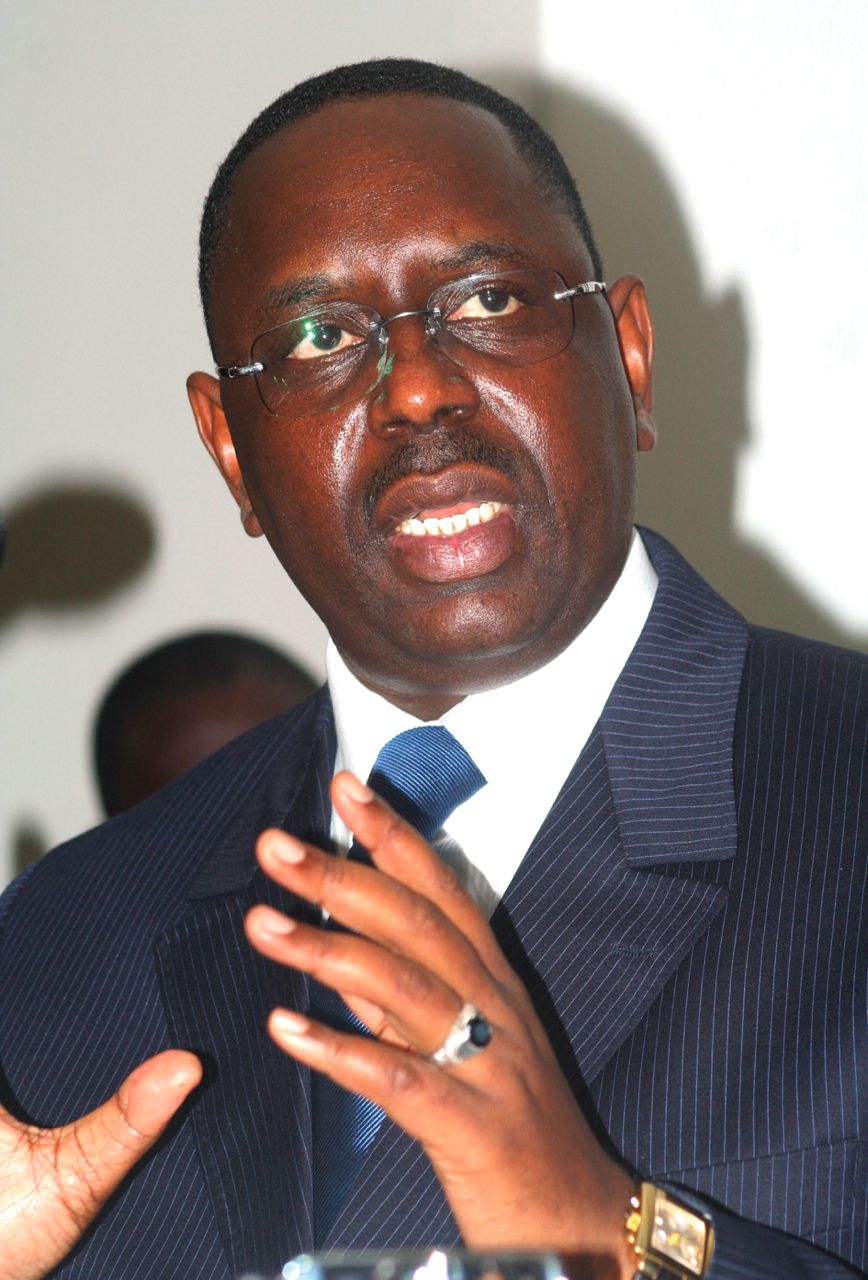
塞内加尔 麦基·萨勒塞内加尔总统
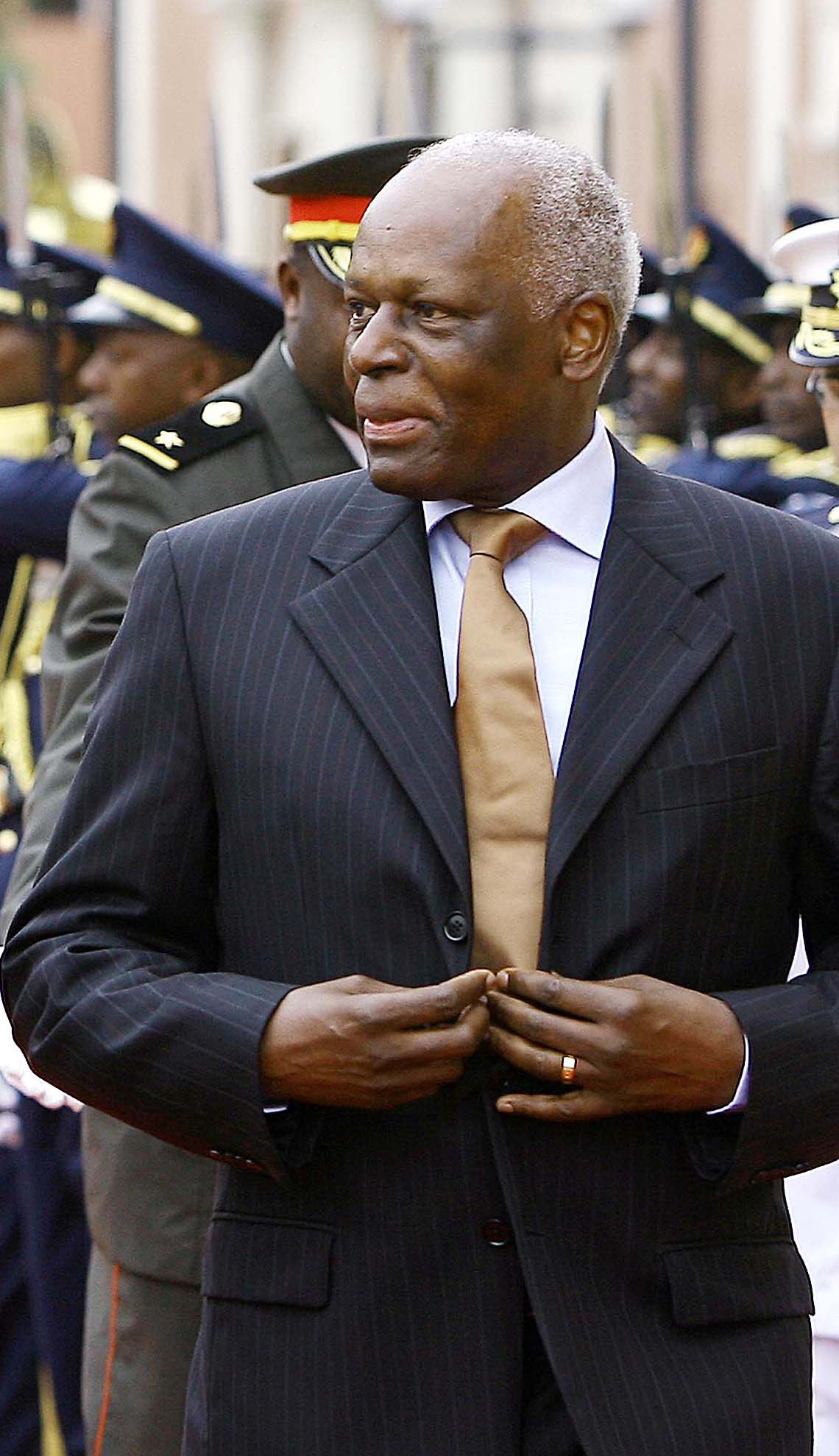
安哥拉 麦基·萨勒安哥拉总统
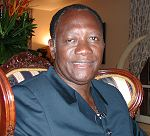
阿拉薩內·瓦塔拉科特迪瓦总统
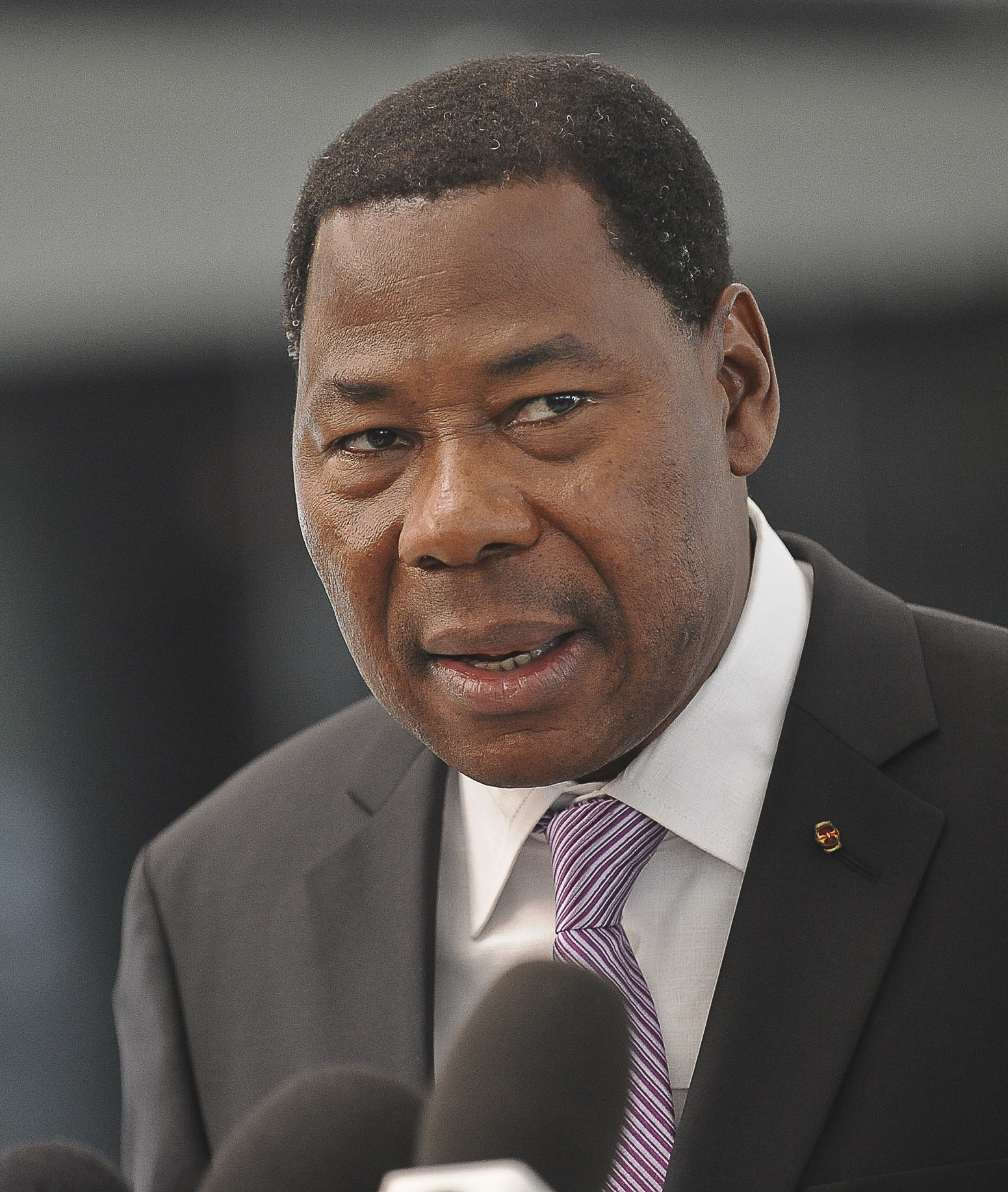
亚伊·博尼贝宁总统
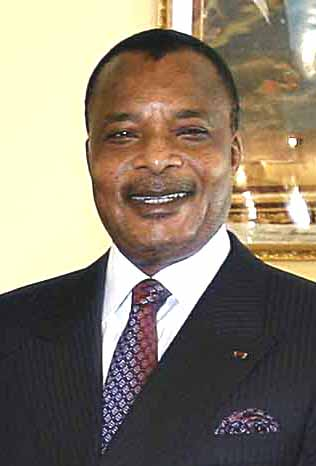
刚果共和国 德尼·萨苏-恩格索刚果共和国总统
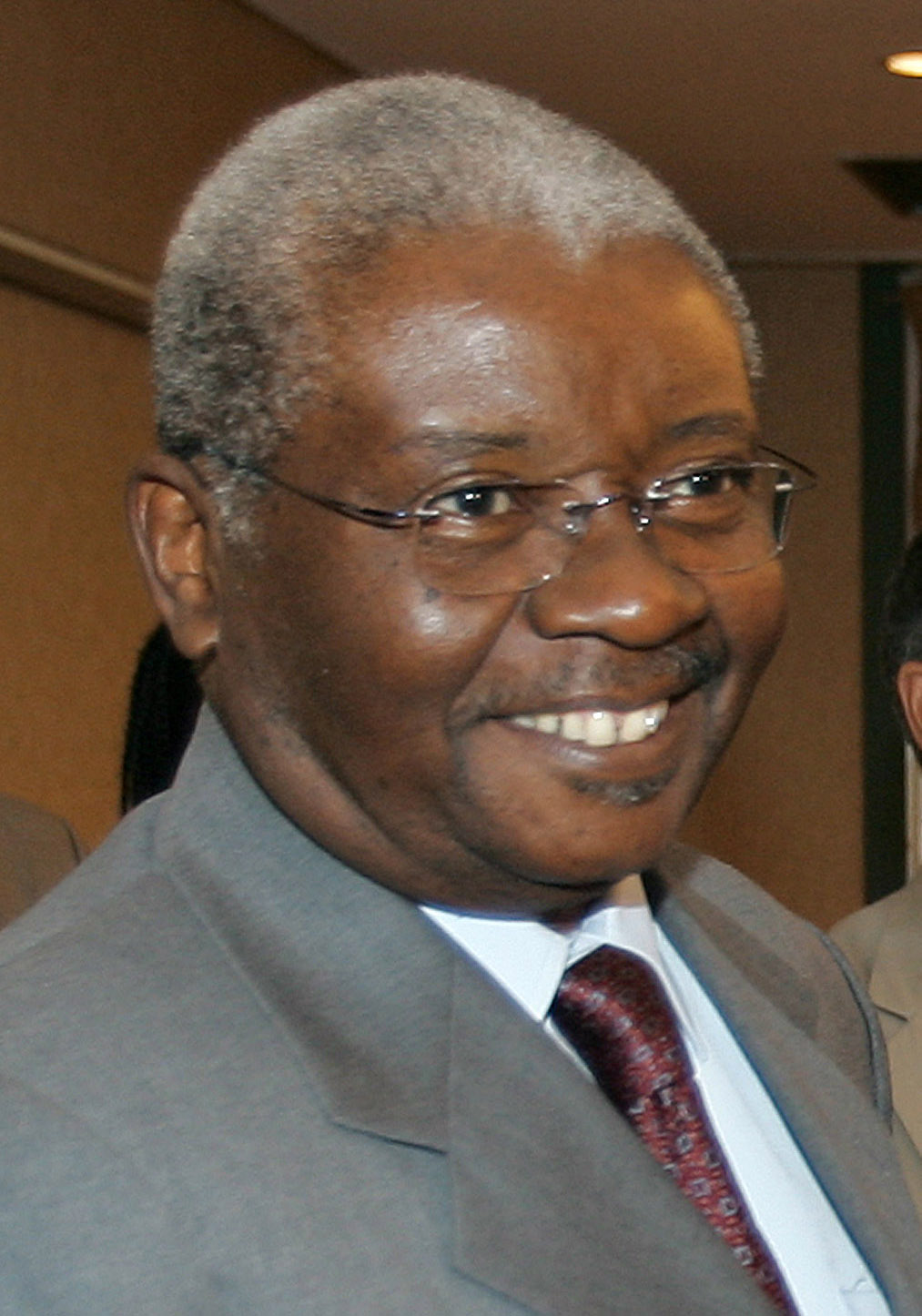
莫桑比克 德尼·萨苏-恩格索莫桑比克总统
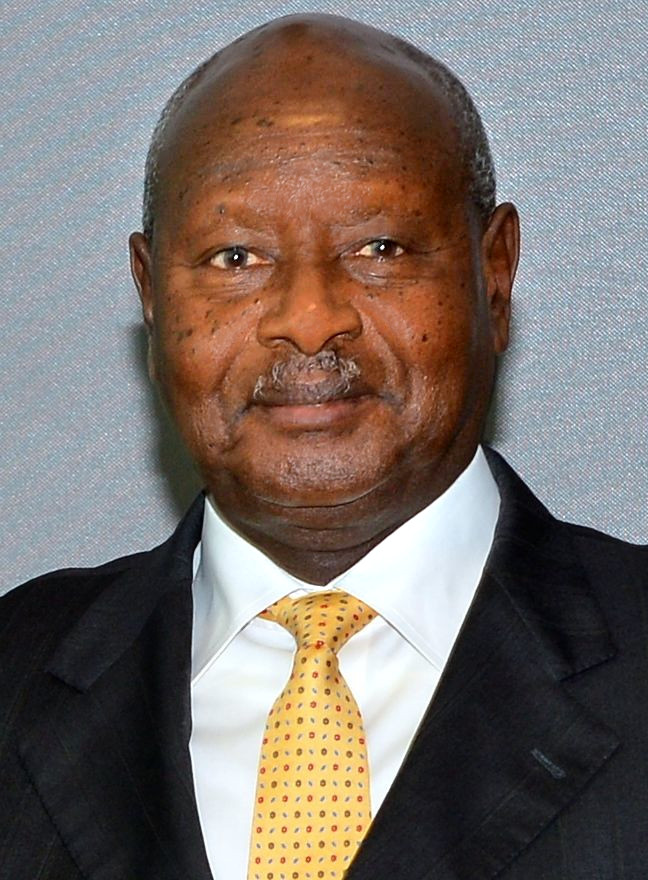
乌干达 约韦里·穆塞韦尼乌干达总统
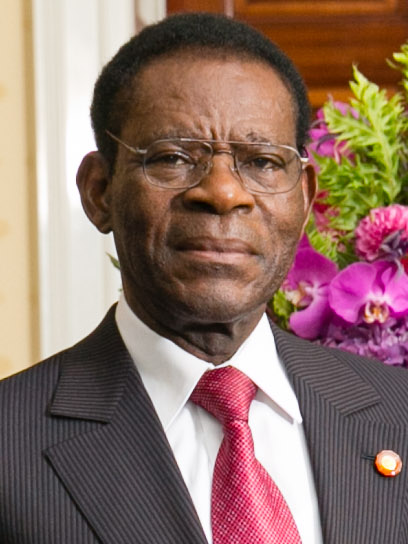
赤道几内亚 特奥多罗·奥比昂·恩圭马·姆巴索戈赤道几内亚总统
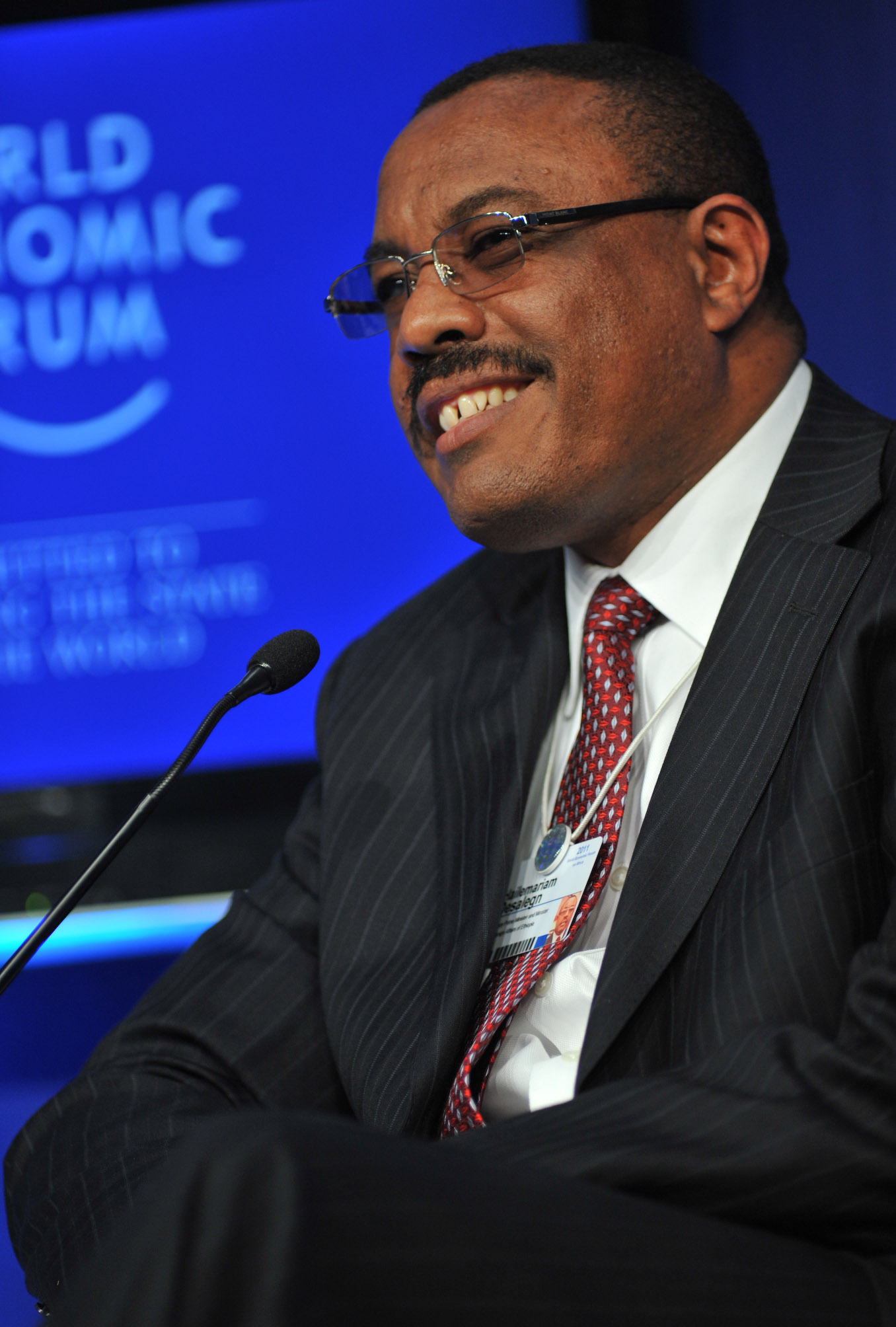
衣索比亞 海尔马里亚姆·德萨莱尼埃塞俄比亚总理

- 阿尔及利亚议长萨拉赫
- 非盟委员会主席祖马

## 会议
2013年3月26日会议召开，其中最主要的议题是接着上次峰会中就建立金砖国家发展银行进行会谈，并寻求将其设立为以基础建设为核心的银行。争议主要集中在这所启动资金大约1000亿美元的银行，改如何分配主要任务、以及如何获取公平的回报。

### 反应
主办方雅各布·祖瑪总统称此次峰会可以解决南非的经济问题，比如高失业率。他称：“金砖国家组织提供了一个机会，它使得南非能够提高自身竞争力，并使得经济发展速度提升，使我们这个被贫穷、不公、失业率所累的国家能够战胜困病。”
德国马歇尔基金会的丹尼尔·特文宁则称“讽刺地是，（这次峰会）可能会导致金砖国家的内部分裂，特别是关于它们在全球秩序的未来角色：关于中国巴西的贸易问题、印度的安全问题、俄罗斯的垄断角色等，都会影响它们所主张的全球影响力。”媒体也认为创建这样的发展银行，实际是绕开国际货币基金组织和世界银行。